# Antonio Capece Minutolo
Antonio Capece Minutolo, Fürst von Canosa, oft nur Canosa genannt, (* 5. März 1768 in Neapel; † 4. März 1838 in Pesaro) war ein konservativer italienischer Politiker und Schriftsteller. Er war vor allem für das neapolitanische Königshaus tätig, das er gegen revolutionäre und aufklärerische Bestrebungen zu verteidigen suchte. Sein extremes Handeln führte dazu, dass er seine Ämter stets schnell verlor.

## Leben
Minutolo wurde als ältester Sohn des Fürsten Fabrizio von Canosa und der Fürstin von San Severo, Rosalia di Sangro geboren. Er besuchte das Collegio Nazareno in Rom und schloss sein Studium mit einer Arbeit über die „Anatomischen Beobachtungen über die Teile des menschlichen Körpers und die daraus hervorgehenden Funktionen“ ab. Danach leistete er kurze Zeit Militärdienst.

### Politisierung
Zurück in Neapel lebte er zunächst unauffällig. Er verstand sich als pyrrhonistischer Skeptiker und halber Atheist, bevor er sich einem radikalen Katholizismus zuwandte und sich unter dem Einfluss von Augustin Barruel gegen liberale Konservative wie Spedalieri und Kardinal Stefano Borgia stellte. Mitte der 1790er Jahre heiratete er Donna Teresa Galluccio, Herzogin von Toro.
In seinen Werken der 1790er Jahre profilierte er sich bereits als radikaler Monarchist und Antidemokrat. Aktiv wurde er erst zur Zeit der französischen Eroberung Neapels 1798. Er wandte sich gegen den Abschluss eines Waffenstillstands durch den Stellvertreter des Königs und schloss sich einer Gruppe an, die die Stadt militärisch weiter verteidigte. Dies blieb erfolglos, nach der Besetzung der Stadt durch die Franzosen wurde er für seinen Einsatz für den Feudalismus zum Tode verurteilt, das Urteil jedoch nicht vollstreckt, da die Republik zerfiel. Nach Rückkehr des Königs wiederum wurde er wegen seiner Opposition dessen Stellvertreter gegenüber zu 5 Jahren Gefängnis verurteilt, von dem er bis 1801 ein Jahr absaß.

### Tätigkeit für das neapolitanische Königshaus
Angesichts der erneuten Invasion der Franzosen 1806 meldete er sich freiwillig zum Militärdienst. Er gelangte von der Kavallerie aus rasch in den Generalstab und es gelang ihm, sich mit der Königin Maria Karolina anzufreunden. Er leitete als Hauptmann der Infanterie in ihrem Auftrag eine Festung, die durch royalistische Propaganda und die Austeilung von Waffen die Bevölkerung Neapels zu Aufständen gegen die Besatzer veranlassen sollte. Das Vorhaben wurde durch Cristoforo Saliceti, den Polizeiminister von Giuseppe Bonaparte, jedoch vereitelt. Auch weitere Bemühungen Minutolos gegen die Bonapartisten und für eine Rückkehr des Königs blieben fruchtlos, Intrigen führten sogar zu einer Verhaftung durch König Ferdinand IV., die er erst nach mehreren Monaten Haft 1810 abwenden konnte.
1814, nach dem Sturz Napoleons, wurde er als Botschafter zu Ferdinand VII. von Spanien geschickt. Minutolo bewunderte den konservativen König, der sein Anliegen unterstützte und die Rückkehr der Bourbonen auf den neapolitanischen Thron unterstützte. Nach der für die Bourbonen erfolgreichen Schlacht bei Tolentino gegen Österreich 1815 konnte Minutolo nach Neapel zurückkehren. Dort geriet er rasch in einen Konflikt mit dem Premierminister Luigi de’ Medici di Ottajano, der das Königreich durch versöhnende Politik zu befrieden suchte, während Minutolo in seiner neuen Rolle als Polizeiminister harte Maßnahmen gegen jene betrieb, die mit den napoleonischen Kräften kooperiert hatten oder, wie die Carbonari, gegen die Restaurationspolitik rebellierten. Auf Medicis Betreiben hin entband der König Minutolo im Juli 1816 dann bereits wieder von seinem Amt. Nachdem der neue Polizeiminister entdeckt hatte, dass Minutolo eine Verschwörung organisiert und 16.000 Waffen ausgegeben hatte, war seine politische Karriere bis auf Weiteres beendet. Minutolo wurde ausgebürgert und zog im April 1817 nach Pisa.
Im Mai 1820 veröffentlichte er unter dem Namen Giuseppe Torelli das Pamphlet  „I Piffari di montagna ossia cenno estemporaneo di un cittadino imparziale sulla congiura del principe di Canosa e sopra i Carbonari. Epistola critica diretta all'estensore del "Foglio letterario di Londra"“, in dem er seine Arbeit rechtfertigte und heftige Vorwürfe gegen Medici erhob und für eine Bekämpfung revolutionärer Bestrebungen durch radikalen Despotismus plädierte. Als die Lage des Königreichs 1821 kritisch wurde, setzte der König Minutolo im März wieder als Polizeiminister ein und Minutolo agierte wie angekündigt mit äußerster Brutalität. Schon im Juli musste Minutolo daher wieder zurücktreten, wurde aber vom König zum Staatsrat ernannt und erhielt eine Rente von 8.000 Dukaten pro Jahr. 1821 eroberten dann die Österreicher die Stadt, Neapel war nun vom Wohlwollen Österreichs abhängig. 1822 verließ Minutolo Neapel.

### Suche nach Rehabilitation und Wirken in Modena
Er ging schließlich nach Genua, wo er aus Angst vor Rache durch die Carbonari ein sehr zurückgezogenes Leben führte, blieb jedoch in Kontakt mit Neapel. Minutolo verfasste mehrere politische Schriften, darunter eine (Risposte e animadversioni fatte alla memoria che sull'interna situazione del Regno fecero i rappresentanti dei sovrani alleati di Russia, Austria e Prussia presso S. M. siciliana il re Ferdinando I dell'anno 1821), die ihn in Konflikt mit Österreich zu bringen drohte, das er dann aber nicht veröffentlichte. In dieser Zeit beschäftigte sich Minutolo zunehmend mit dem Werk Félicité de Lamennais', den er anfangs schätzte, von dessen zunehmend liberaleren Ansichten er sich später aber wieder distanzierte.
Nachdem er sich 1829 in Livorno niedergelassen hatte, nahm er seine Bemühungen, erneut Minister zu werden, wieder auf. Er suchte die Unterstützung von Bourbonen und Österreich gleichermaßen durch die Veröffentlichung des Werkes Confutazione degli errori storici e politici da Luigi Angeloni esposti contro Sua Maestà ladefunta regina MariaCarolina di Napoli. Epistola di un amico della verità ad uno storico italiano rispettabilissimo. Im Juni 1830 musste er stattdessen die Toskana verlassen und zog nach Castelnuovo nahe Modena. Selbst ein Empfang durch Metternich 1830 in Wien blieb unverbindlich ohne ein Ergebnis. In Modena wurde er für einige Zeit Berater des Herzogs, Graf Riccini. Sein engster Vertrauter aus seiner Zeit als neapolitanischer Polizeiminister, der Spezialagent Francesco Garofalo, wurde „Direttore generale di Alta Polizia“ von Modena, während ein zweiter enger Vertrauter Canosas, Andrea Disperati, zum Vorstand der Geheimpolizei des Fürstentums Massa-Carrara ernannt wurde. 1833 verschlechterte sich das Verhältnis zwischen Riccini und Minutolo, da ersterer sich an den zunehmend liberaler werdenden Ideen Lamennais' orientierte und Minutolo sich immer stärker in innere Angelegenheiten des Herzogtums einmischte. 1834 brach Riccini dann mit Minutolo, der daraufhin nach Rom zog.
Minutolo verbrachte seine restlichen Lebensjahre mit dem Konflikt mit Riccini und dem Kampf um seine inzwischen mehrfach gekürzte Rente. 1835 verließ er Rom wieder. Im selben Jahr starb seine zweite Ehefrau, der inzwischen verarmte Minutolo heiratete 1836 unter seinem Rang erneut. Er starb am 4. März 1838 in Pesaro.

## Werke (Auswahl)
- Aliqui ex Luciani Samosatensis operibus Dialogi morales ab Antonio Capycio Minutolo ex principibus Canusii latine et italice redditi, et Excellentissimae Dominae Teresiae Revertera dicati. Typis Onuphrii Zambraja, Neapoli 1794 (uni-frankfurt.de [PDF]).
- La Trinità orazione dogmatico-filologica (1795)
- L’utilità della monarchia nello stato civile, orazione diretta contro i novatori del secolo (1796)
- Memoria dilucidativa di vari articoli da aversi in considerazione nella abolizione da farsi dei feudi e della feudalità (1799)
- La passione e morte del Divino nostro Redentore predetta dai profeti confermata dai prodigj e dalle testimonianze degli eterodossi scrittori (1802)
- La natività del Divino Nostro Redentore, dimostrata con le autorità degli etnici filosofi (1802)
- I Piffari di montagna ossia cenno estemporaneo di un cittadino imparziale sulla congiura del principe di Canosa e sopra i Carbonari. Epistola critica diretta all’estensore del Foglio letterario di Londra (1820)
- Sulla corruzione del secolo circa la mutazione dei vocaboli e delle idee (1833)
- L’Enciclica del 15 ag. 1832 e il giansenismo del secolo XIX. Epistola polemica (1833)
- Epistola, ovvero, Riflessioni critiche sulla moderna storia del reame di Napoli del generale Pietro Colletta (1834)